# Planta indicadora
Uma planta é considerada planta indicadora quando nasce espontaneamente, sem ser plantada ou semeada, em uma determinada região, solo ou clima, que por ser mais adaptada a esta determinada condição ela apresenta vantagem no seu nascimento/crescimento e desenvolvimento em relação às outras plantas, inclusive às cultivadas. Neste caso ela pode ser caracterizada como uma erva daninha ou inço se aparecer em áreas de cultivos comerciais também podendo ser chamada de planta espontânea.
Se identificadas as características deste local (condição físico-químicas de solo ou clima) as quais esta planta é mais adaptada, ela pode ser classificada como uma planta indicadora das mesmas.
Plantas cultivadas também podem ser indicadoras de determinadas condições, se estudadas as características que as mesmas desenvolvem sob estas condições. Por exemplo: determinadas formas de crescimento de raízes de milho podem indicar determinadas condições físicas deste solo, ou a presença de manchas com determinadas características podem indicar a deficiência de certos nutrientes neste solo.
Exemplos de plantas espontâneas e o que indicam
| Nome científico            | Nome comum                              | Indicadora de que condição do solo: |
| -------------------------- | --------------------------------------- | --- |
| Acácia spp.                | Arranha-gato                            | Locais úmidos e estercados.(d) |
| Acanthospermum hispidum    | Carneirinho ou Carrapicho-de-carneiro   | Deficiência de Cálcio.(ab) |
| Amaranthus ssp.            | Caruru                                  | Algumas espécie são comestíveis e possuem propriedade medicinal; indica boa fertilidade e terra bem estruturada, com bom teor de matéria orgânica(c) Presença de Nitrogênio livre (matéria orgânica).(g) |
| Andropogon bicornis        | Capim-rabo-de-burro                     | Típico de terras abandonadas e gastas, solos ácidos com baixo teor de Cálcio(abf), impermeável entre 60 e 120 cm de profundidade.(ab) Local que represa água.(a) Pouca fertilidade.(f) |
| Andropogon laterallis      | Capim-caninha ou Capim-colorado         | Solos temporariamente encharcados, periodicamente queimados e com deficiência de fósforo.(b) |
| Aristida pallens           | Barba-de-bode                           | Pastos queimados com frequência, falta de Fósforo, Cálcio e umidade.(a) Solos de baixa fertilidade.(b) |
| Attalea humilis            | Pindoba                                 | São comuns em encosta nuas e ensolaradas na beira de estradas.(i) |
| Baccharis coridifolia      | Mio-mio                                 | Ocorre em solos rasos e firmes, indica deficiência de Molibdênio.(b) |
| Bacharis articulata        | Carqueja                                | Pobreza do solo, compactação superficial, prefere solos com água estagnada na estação chuvosa.(b) |
| Brachiaria mutica          | Capim-angola                            | Bastante afetada pelas secas e resiste a inundações prolongadas e ao encharcamento do solo. Invasora de terras cultivadas.(e) |
| Brachiaria plantaginea     | Capim-marmelada ou Papuã                | Terra de lavoura com laje superficial.(a) Típico de solos constantemente arados, gradeados e com deficiência de Zinco; desaparece com o plantio de centeio, aveia preta e ervilhaca; diminui com a permanência da própria palhada sobre a superfície do solo; regride com a adubação corretiva de Fósforo e Cálcio e com a reestruturação do solo.(b) |
| Carex sp.                  | Cabelo-de-porco                         | Terra muito exausta, com níveis de Cálcio extremamente baixos.(a) Compactação.b |
| Cenchrus ciliatus          | Capim-amoroso ou Carrapicho             | Terra de lavoura depauperada e muito dura, pobre em Cálcio.(ab) |
| Cenchrus echinatus         | Capim-carrapicho                        | Indica solos muito decaídos, erodidos e compactados.(bf) Desaparece com a recuperação do solo.(b) |
| Chenopodium album          | Ançarinha-branca                        | Excesso de Nitrogênio, devido a muita matéria orgânica.(ab) |
| Cynodon dactylon           | Capim-seda ou Grama-seda                | Terra muito compactada e pisoteada.(ab) |
| Cyperus rotundus           | Tiririca                                | Solos ácidos, adensados, anaeróbicos, com carência de Magnésio.(b) |
| Digitaria insularis        | Capim-amargoso ou Capim-açu             | Aparece em lavouras abandonadas ou em pastagens úmidas, onde a água fica estagnada após as chuvas. Indica solos de baixa fertilidade. |
| Echinocloa crusgalli       | Capim-arroz                             | Terra anaeróbia, com nutrientes reduzidos a substâncias tóxicas.(a) |
| Equisetum sp.              | Cavalinha                               | Indica solo com nível de acidez de médio a elevado.(b) |
| Erechitites sp.            | Capçoba                                 | Planta medicinal, utilizada na alimentação, nasce locais úmidos com presença de matéria orgânica.(d) |
| Erygium ciliatum           | Caraguatá                               | Húmus ácido, desaparece com a calagem e rotação de culturas; freqüente em solos onde se praticam queimadas.(b) |
| Eupatorium bunifolium      | Chirca                                  | Aparece nos solos ricos em Molibdênio.(b) |
| Euphorbia heterophylla     | Amendoim bravo ou Leiteira              | Excesso de Nitrogênio, devido a muita matéria orgânica.(a) Desequilíbrio entre Nitrogênio e micronutrientes, sobretudo Molibdênio e Cobre.(b) |
| Galinsoga parviflora       | Fazendeiro ou Picão-branco              | Terras cultivadas com nitrogênio suficiente e falta de cobre.(a) |
| Galinsoga parviflora       | Picão-preto                             | Solo com excesso de Nitrogênio e deficiente em micronutrientes, principalmente Cobre.(b) |
| Hypericum perforatum       | Erva-de-são-joão                        | Planta medicinal. Áreas boas para plantio, terra preta, úmida.(d) |
| Imperata exaltata          | Sapê                                    | Solos periodicamente queimados, muito ácidos, pobres em Fósforo e Cálcio e com regime hídrico alterado. Solos ácidos, adensados e temporariamente encharcados.(a) Ocorre também em solos deficientes em Magnésio.(b) |
| Lantana camara             | Cambará                                 | Deve ser cultivado em solos férteis. Gosta de clima quente e úmido e solo arenoso e rico em matéria orgânica.(d) |
| Melinis minutiflora        | Capim-gordura                           | Cresce em qualquer tipo de solo e fertilidade, competindo com vantagem sobre a vegetação nativa, prospera em solos pobres, porém adapta-se melhor em solos férteis e drenados. |
| Mimosa bimucronata         | Maricá                                  | Habita preferencialmente sítios úmidos e paludosos.(k) |
| Oxalis oxyptera            | Azedinha                                | Solo argiloso, pH baixo, deficiência de Cálcio e de Molibdênio.(ab) |
| Panicum maximum            | Colonião                                | Planta com boa resistência ao pastoreio e ao fogo. Bastante exigente em fertilidade do solo, preferindo terras profundas, friáveis e levemente arenosas.(e) Se nas áreas baixas se encontra bem desenvolvido, cor verde forte, e nas partes altas pode aparecer baixo, fino e amarelado: demonstra migração de nutrientes neste solo(d)               |
| Papaver somniferum         | Papoula                                 | Excesso de Cálcio no solo.(a) |
| Paspalum notatum           | Gramão ou Batatais ou Grama-mato-grosso | Terra cansada, com baixa fertilidade.(a) |
| Plantago maior             | Tanchagem                               | Solos com pouca aeração, compactados ou adensados.(b) |
| Polygonum hidropepiperoids | Erva-bicho                              | Preferem lugares úmidos.(c) |
| Portulaca oleracea         | Beldroega                               | Solo fértil, não prejudica as lavouras, protege o solo e é planta alimentícia com elevado teor de proteína.(b) |
| Pteridium aquilinium       | Samambaia                               | Alto teor de Alumínio. Sua presença reduz com a calagem. As queimadas fazem voltar o Alumínio absorvível no solo e proporcionam em retorno vigoroso da samambaia.(b) |
| Raphanus raphanistrum      | Nabisco ou Nabo-brabo                   | Deficiência de Boro e Manganês.(ab) |
| Rhynchelytrum roseum       | Capim-favorito                          | Terras muito compactadas e secas, a água não penetra facilmente.(a) |
| Ricinus comunis            | Mamona                                  | Terra arejada, deficiente em Potássio.(a) |
| Rumex obtusifolius         | Língua-de-boi ou Língua-de-vaca         | Excesso de Nitrogênio (estrume), terra fraca.(a) Solos compactados e úmidos. Ocorre freqüentemente após lavouras mecanizadas e em solos muito expostos ao pisoteio do gado.(b) |
| Senecio brasiliensis       | Maria-mole ou Berneira                  | Solo adensado, camada estagnante (40 a 120 cm). Regride com a aplicação de Potássio e em áreas subsoladas.(ab) |
| Sida sp.                   | Guanxuma ou Malva ou Mata-pasto         | Solo compactado e duro (a) ou superficialmente erodido. Em solo fértil fica viçosa; em solo pobre fica pequena.(b) Terras degradadas, compactadas, secas.(d) |
| Solanum mautitianum        | Fumo-brabo                              | Áreas antropizadas, germinação estimulada pelo fogo, rápido crescimento e representa um problema ambiental pela agressividade, rusticidade e elasticidade.(k) |
| Stachytarpheta cayennensis | Gervão                                  | Solos secos, areno-argilosos, férteis em matéria orgânica e nutrientes minerais, planos ou levemente inclinados.(h) |
| Tagetes minuta             | Cravo-brabo                             | Terra infestada de nematóides.(a) |
| Taraxacum officinale       | Dente-de-leão                           | Indica solo fértil.(b) |
| Urtica urens               | Urtiga                                  | Excesso de Nitrogênio (matéria orgânica). Deficiência de Cobre.(ab) Exigente em matéria orgânica o e solos fofos. Indica boa fertilidade. Ação inseticida contra pulgões.(c) |
| Vernonia tweediana         | Assa-peixe                              | Baixa fertilidade.(c) |
| Xanthium cavanillesii      | Carrapicho                              | Indica solos muito decaídos, erodidos e compactados.(f) |

As referências bibliográficas para os dados desta tabela encontram-se nas referências bibliográficas.